# デイビッド・コッテリル
デイヴィッド・リース・ジョージ・ベスト・コッテリル（David Rhys George Best Cotterill 、1987年12月4日 - ）は、ウェールズ・カーディフ出身の元サッカー選手。現役時代のポジションはミッドフィールダー（ウイング）。

## 経歴
2004-05シーズンよりブリストル・シティFCでプロキャリアをスタート。
2008年8月、プレミアリーグのウィガン・アスレティックFCに移籍。移籍金は200万ポンドで契約は3年。2008年2月、チャンピオンシップのシェフィールド・ユナイテッドFCにレンタル移籍。7月より完全移籍に移行。
2010年1月、前年11月からレンタルで加入していたスウォンジー・シティAFCに完全移籍。
2012年2月、バーンズリーFCにフリーで加入。
2012年6月、ドンカスター・ローヴァーズFCに移籍。全公式戦49試合に出場し10ゴールをマークし、チームのリーグ1優勝とチャンピオンシップ昇格に貢献した。この活躍から2012-13シーズンのリーグ1年間ベストイレブンに選出された。
2013–14シーズン終了後、ドンカスターとの契約更新を拒否しバーミンガム・シティFCに加入。
2018年1月、インディアン・スーパーリーグのATKに加入。

## 代表歴
- U-19 ウェールズ代表
- U-21 ウェールズ代表
- ウェールズ代表
  - 2005年10月12日 - A代表初出場  - アゼルバイジャン代表戦
  - 2010年8月11日 - A代表初得点 - ルクセンブルク代表戦

### ゴール
2014年10月13日現在
| #  | 開催日         | 会場                           | 対戦国         | スコア | 最終結果 | 試合概要           |
| -- | -------------- | ------------------------------ | -------------- | ------ | -------- | ------------------ |
| 1. | 2010年8月11日  | Parc y Scarlets                | ルクセンブルク | 1–0    | 5–1      | フレンドリーマッチ |
| 2. | 2014年10月13日 | カーディフ・シティ・スタジアム | キプロス       | 1–0    | 2–1      | UEFA EURO 2016予選 |

## タイトル
ドンカスター・ローヴァーズ
- フットボールリーグ1: 2012-13

個人
- PFA年間ベストイレブン: 2012-13 リーグ1[13]